# メディア・フォレスト
メディア・フォレスト (Media Forest) はイスラエルのネタニヤにある、2005年設立の会社で、放送のモニターと、音楽・広告産業のメディア調査を行っている。この会社はラジオ局とテレビ局で放送される局のモニターを行い、それによって付加価値をつけた情報提供を行っている。この会社のサービスを購読することで放送チャネル（インターネット放送も含む）のリアルタイムの情報を知ることができる。
メディア・フォレストは設立以降、フランス、アルゼンチン、モルドバ、ベルギー、ブルガリア、ルーマニア、スイスにフランチャイズ展開をしている。2012年7月22日にはギリシャでの運営も開始した。

## 週間チャート
メディア・フォレストは毎週日曜日に週間放送ランキングを発表している。この週間チャートは、前週の日曜 00:00:00 から土曜 23:59:59 までの間に放送された全ての曲をメディア・フォレストのシステムが集計したデータである。